# Clystea fervens
Clystea fervens är en fjärilsart som beskrevs av George Francis Hampson 1906. Clystea fervens ingår i släktet Clystea och familjen björnspinnare. Inga underarter finns listade i Catalogue of Life.